# 片山左京
片山 左京（かたやま さきょう、1937年3月 - ）は、日本のフランス文学者。慶應義塾大学経済学部教授を経て、同名誉教授。
F1ドライバー・片山右京の叔父。

## 略年譜
- 1937年（昭和12年）3月 - 東京都新宿区に生まれる。
- 1955年（昭和30年）3月 - 東京都立戸山高等学校卒業
- 1956年（昭和31年）4月 - 慶應義塾大学文学部入学
- 1960年（昭和35年）
  - 3月 - 慶應義塾大学仏文学科卒業
  - 4月 - 同大学大学院仏文学科修士課程入学
- 1962年（昭和37年）
  - 3月 - 慶應義塾大学大学院修士課程修了
  - 4月 - 報知新聞社入社（即退社）
- 1963年（昭和38年）4月 - 日本大学医学部進学課程2年編入（同年中退）
- 1964年（昭和39年）4月 - 慶應義塾大学大学院仏文学科博士課程入学
- 1967年（昭和42年）
  - 3月 - 慶應義塾大学大学院博士課程所定単位取得退学
  - 4月 - フランス留学
  - 9月 - パリ大学フランス文明講座大学課程入学
- 1968年（昭和43年）
  - 6月 - パリ大学課程卒業
  - 9月 - パリ大学博士課程入学
- 1969年（昭和44年）4月 - 慶應義塾大学経済学部専任講師
- 1971年（昭和46年）4月 - 同学部助教授
- 1972年（昭和47年）
  - 6月 - フランス留学（フランス政府招待留学生）
  - 9月 - パリ第3大学現代文学博士課程入学
- 1974年（昭和49年）2月 - 帰国
- 1985年（昭和60年）4月 - 慶應義塾大学経済学部教授
- 1986年（昭和61年）6月 - フランス留学（サバティカル）
- 1987年（昭和62年）9月 - 帰国
- 2002年（平成14年）3月 - 定年退職

## 論文
- 片山左京「アルベール・カミュの青春 : その歴史に於ける起点と、その意味を求めて」『藝文研究』第20巻、慶應義塾大学藝文学会、1965年11月、160(30)-176(14)、ISSN 0435-1630、CRID 1050564288902365184。
- 片山左京「戯曲<<Caligula>>のドラマトウールジックな一考察 : Caligulaの人物構造とCorps de pieceの構造について」『藝文研究』第30巻、慶應義塾大学藝文学会、1971年3月、113(52)-132(33)、ISSN 0435-1630、CRID 1050282813925611264。
- 片山左京「カリギュラの内的ドラマ:一人ぼっちの成人式(アルベール・カミュ作戯曲「カリギュラ」研究ノートー1-)」『慶応義塾大学経済学部日吉論文集』第21号、慶応義塾大学日吉論文集編集委員会、1977年3月、105-124頁、ISSN 02875489、CRID 1520853833305147648。
- 片山左京「「異邦人」を読む : ムルソオの自伝として」『藝文研究』第44巻、慶應義塾大学藝文学会、1982年12月、62-78頁、ISSN 0435-1630、CRID 1050282813925568128。
- 片山左京「アルベール・カミュ「不貞の妻(La Femme Adultere)」読解」『慶応義塾大学日吉紀要. フランス語フランス文学』第1号、慶応義塾大学日吉紀要刊行委員会、1985年、135-113頁、ISSN 09117199、CRID 1520009410115795200。
- 片山左京「アルベール・カミュ「不貞の妻(La Femme Adultere)」読解-続-」『慶応義塾大学日吉紀要. フランス語フランス文学』第2号、慶応義塾大学日吉紀要刊行委員会、1986年、58-31頁、ISSN 09117199、CRID 1520290885081545216。
- 片山左京「カミュ作「客」の再読」『慶応義塾大学日吉紀要. フランス語フランス文学』第20号、慶応義塾大学日吉紀要刊行委員会、1995年、161-178頁、ISSN 09117199、CRID 1520290885092844416。